# Huỳnh Dương
Huỳnh Dương (荥阳市) Hán Việt: Huỳnh Dương thị) là một thành phố cấp huyện thuộc địa cấp thị Trịnh Châu (郑州市), tỉnh Hà Nam, Cộng hòa Nhân dân Trung Hoa. Thành phố này có diện tích 955 km2, dân số 621.800 người. Thành phố này có các đơn vị hành chính gồm 2 nhai đạo biện sự xứ, 9 trấn, 1 hương dân tộc. Thành phố này có nền kinh tế chủ yếu là nông nghiệp.